# Hofanlage Padingbütteler Strich 36
Die Hofanlage Padingbütteler Strich 36, nördlich vom Dorf, in der niedersächsischen Gemeinde Wurster Nordseeküste,  Ortschaft Padingbüttel im Landkreis Cuxhaven stammt vom Ende des 18. Jahrhunderts.
Aktuell (2024) wird sie als Wohnhaus und landwirtschaftlich genutzt.
Die Gebäude stehen unter Denkmalschutz (siehe auch Liste der Baudenkmale in Wurster Nordseeküste).

## Beschreibung
Die baumbestandene Hofanlage besteht aus:
- dem eingeschossigen giebelständigen verklinkerten Wohn- und Wirtschaftsgebäude von 1840 (Inschrift) als Hallenhaus mit teils (südlich) reetgedecktem Satteldach mit Schleppgaube, im Wirtschaftsgiebel mit regionaltypischer Verbretterung im oberen Giebeldreieck und der Grooten Door mit Korbbogen, flankiert von zwei rundbogigen Fenstern,[2]
  - dem zweigeschossigen traufständigen späteren Zwischenbau zur Scheune,
- der eingeschossigen giebelständigen verklinkerten Kruppscheune (Kruppschüün als Viehscheune) von 1821 (Inschrift) mit Satteldach, Verbretterung im oberen Giebeldreieck und Toranlage mit Korbbogen,[3]
- dem eingeschossigen verklinkerten traufständigen rechten Stall von um 1880 mit Satteldach[4]
- sowie den nicht denkmalgeschützten Nebenanlagen.

Das Landesdenkmalamt befand u. a.: „… aus geschichtlichen und städtebaulichen Gründen wegen des ortsgeschichtlichen, gebäudetypischen, straßen- und ortsbildprägenden Zeugniswerts …“